# Erin Weir
Pour les articles homonymes, voir Weir.
Erin Weir, né en 1982 à Saskatoon, est un économiste et un homme politique canadien.
Député de Regina—Lewvan à la Chambre des communes élu sous la bannière du Nouveau parti démocratique en 2015, il siège de 2018 à 2019 en tant que membre de la Fédération du Commonwealth coopératif. Toutefois, cette affiliation est essentiellement symbolique, puisque l'existence d'un parti avec ce nom remonte à 1955.

## Biographie

### Jeunesse et études
Erin Weir naît à Saskatoon et grandit à Regina. Il étudie à l'Université de Regina de 1999 à 2002 où il obtient un baccalauréat en économie, histoire et science politique. Il obtient ensuite une maîtrise en histoire de l'Université de Calgary et une maîtrise en administration publique de l'Université Queen's.
En 1997, Weir est un des coprésidents représentant les citoyens pour les consultations publiques « Trouver un terrain d'entente sur l'avenir du Canada », fondé sur les principes de la Déclaration de Calgary. En 2001, il est consultant en communications auprès du gouvernement de la Saskatchewan et rédige des discours à l'intention des ministres, des hauts fonctionnaires et du premier ministre de la province.
En 2005, il profite du Programme accéléré de formation d'économistes du gouvernement du Canada et travaille alors au Secrétariat du Conseil du Trésor, au ministère des Finances et au bureau du Conseil privé de la Reine. Il rédige notamment des notes d'information à l'intention du premier ministre canadien et du ministre des Finances. Il est ensuite recruté comme économiste au Congrès du travail du Canada (CTC) et au bureau national du Syndicat des métallurgistes unis, représentant ces organisations à la Banque du Canada et aux comités parlementaires. En 2010 et 2011, il vit à Bruxelles (Belgique) pour exercer en tant qu'économiste principal à la Confédération syndicale internationale. À cet égard, il contribue aux campagnes internationales pour une taxe sur les transactions financières et pour des services publics de qualité. Il rédige également la déclaration syndicale pour le Forum économique mondial de 2011 et plusieurs rapports sur les normes fondamentales du travail à Hong Kong et au Sri Lanka pour l'Organisation mondiale du commerce.
Trésorier du Progressive Economics Forum, une organisation qui vise à promouvoir le développement d'une communauté économique progressiste au Canada, il en est président du forum de 2010 à 2015. 
Fréquemment invité dans les médias, il est aussi régulièrement invité comme expert par les comités du Parlement du Canada et des assemblées législatives de l'Ontario et de la Saskatchewan, et publie des ouvrages, articles et lettres ouvertes en tant qu'économiste, notamment au sein du Canadian Centre for Policy Alternatives (en).

### Carrière politique
Erin Weir a été vice-président et président du SYND (l'aile jeunesse du Nouveau Parti démocratique de la Saskatchewan) et a siégé au sein de l’exécutif provincial. En mai 2012, alors qu'il comparaît devant le Comité parlementaire des finances, il est attaqué par le député conservateur Randy Hoback qui lui demande s'il est ou a été membre du parti néo-démocrate. Plusieurs médias, dont la CBC, se sont interrogés sur cette manière de faire, la comparant avec le maccarthysme.
En juin 2012, une cinquantaine d'économistes canadiens publient une lettre ouverte appelant Erin Weir à participer à la course à la chefferie de 2013 du NPD de la Saskatchewan (en). Un groupe de soutien chargé de son programme se met alors en place, comprenant l'ancien député Dick Proctor et l'ancien premier ministre néo-démocrate du Manitoba Howard Pawley. Le 7 septembre,  Weir annonce sa candidature, rejetant les critiques sur son âge (il a alors trente ans) et sur son absence de siège en mettant le programme de politique publique au centre et en rappelant que Jack Layton était devenu chef du NPD fédéral sans en être député. Les médias décrivent la course comme très serrée, mais malgré cela, il se retire de la course le 20 février 2013 et appelle à soutenir Ryan Meili, qui arrivera en tête au premier tour mais sera battu de justesse au second par Cam Broten.
En avril 2014, il annonce son intention de briguer l'investiture néodémocrate pour les élections fédérales canadiennes de 2015 dans la circonscription de Regina—Lewvan, il est investi le 22 juin suivant. Lors de la campagne, plusieurs confusions ont lieu entre lui et une candidate albertaine ayant le même nom et se présentant aussi pour le NPD. Le 9 octobre 2015, après plus d'un an de campagne, il remporte la victoire par 132 voix d'avance sur le candidat conservateur, qui réclame un recompte, qui a lieu et confirme les résultats. 
À partir de 2015, il est vice-président du Comité permanent des opérations gouvernementales et des prévisions budgétaires et membre du sous-comité du programme et de la procédure du Comité permanent des opérations gouvernementales et des prévisions budgétaires ainsi que du Comité permanent des opérations gouvernementales et des prévisions budgétaires. Au sein du NPD, il est critique pour les questions liées aux Services publics et à l'approvisionnement. 
À la Chambre des communes il est notamment remarqué par son combat pour un ajustement à la frontière pour la tarification du carbone, dénonçant les risques de « fuites de carbone » vers les pays voisins. Sa proposition est reprise par les médias comme une réfutation de la charge anti taxe-carbone de Brad Wall, premier ministre saskatchewanais. C'est également l'un des premiers députés à soulever les problèmes du système de paye Phénix, qui bloque le salaire de milliers de fonctionnaires fédéraux, il demande d'ailleurs une réunion parlementaire d'urgence à ce sujet.
Le 1er février 2018, alors qu'il est en campagne pour devenir le nouveau président du caucus du NPD, sa collègue Christine Moore révèle avoir reçu des plaintes en harcèlement et inconduite sexuelle de plusieurs femmes contre le député. Erin Weir nie et évoque une accusation politique, il donne également un entretien où il nomme une des possibles plaignantes, cette attitude est mal perçue et le 3 mai 2018 une enquête interne soutient qu'il y a des preuves pour trois cas de harcèlement sexuel et un cas de harcèlement, le député n'ayant « pas su reconnaître les signes non verbaux dans certaines situations sociales ». Le rapport n'est pas publié mais Weir est aussitôt exclu du caucus. Siégeant avec les indépendants, il s'affilie cependant à la Fédération du commonwealth coopératif, rattachement repris par la Chambre des communes bien que ce parti ancêtre du NPD n'existe plus sous ce nom depuis 1955. Le député y voit « un moyen d’exprimer son appartenance à la démocratie sociale tout en étant à l’extérieur du caucus du NPD ». Cette reprise sur la fiche du député n'est cependant pas une reconnaissance officielle du parti.

### Résultats électoraux
|       | Candidat           | Parti             | # de voix | % des voix |
|       | Trent Frazer       | Conservateur      | +16 711,  | 34,94 %    |
|       | Louis Browne       | Libéral           | +13 143,  | 27,48 %    |
|       | Erin Weir          | NPD               | +16 843,  | 35,21 %    |
|       | Tamela Friesen     | Vert              | +00839,   | 1,75 %     |
|       | Wojciech K. Dolata | Parti libertarien | +00298,   | 0,62 %     |
| Total | Total              | Total             | 47 834    | 100 %      |

|       | Candidat          | Parti        | # de voix | % des voix |
|       | Doug Cryer        | Conservateur | 8 709     | 24,21 %    |
|       | (x) Ralph Goodale | Libéral      | 20 567    | 57,17 %    |
|       | Erin Weir         | NPD          | 5 771     | 16,04 %    |
|       | Darcy Robilliard  | Vert         | 928       | 2,58 %     |
| Total | Total             | Total        | 35 975    | 100 %      |

## Publications
- The Great Wall Ties Chairman Calvert's Five-Year Plan: Employment Growth in the New Saskatchewan, Canadian Centre for Policy Alternatives Paper, June 2013[20]
- Fraser Institute Tax Index: Half a Century of Fuzzy Math, Canadian Centre for Policy Alternatives Paper, April 2010
- Tax chapters in 2009 and 2010 Alternative Federal Budgets, Canadian Centre for Policy Alternatives
- Provincial Unionization, Unemployment and Productivity, Just Labour, Volume 15: York University, November 2009[21]
- The Treasury Transfer Effect: Are Canada’s Corporate Tax Cuts Shifting Billions to the U.S. Treasury? Canadian Centre for Policy Alternatives Paper, November 2009
- Canada’s Free-Trade Agreements with the US and Mexico in International Trade and Neoliberal Globalism: Routledge, 2008[22]
- The Conservative Tax Record (with Andrew Jackson) in The Harper Record: Ottawa, 2008
- TILMA’s Supposed Economic Benefits for Saskatchewan, Canadian Centre for Policy Alternatives Paper, July 2007
- Trade Balances and Jobs: Canada, the U.S. and China, Canadian Centre for Policy Alternatives Note, April 2007
- Flaherty Will Get You Nowhere, Canadian Centre for Policy Alternatives Note, March 2007
- The Myth of Interprovincial Trade Barriers and TILMA’s Alleged Economic Benefits, (with Marc Lee), Canadian Centre for Policy Alternatives Paper, February 2007
- The Nazi Submarine Blockade: A Near Victory of Economic Warfare?, M.A. Thesis, January 2007
- Crouching Beaver, Hidden Dragon: Policy Implications of Chinese Investment in Canadian Resource Companies, Academic Paper, 2005
- Lies, Damned Lies, and Trade Statistics: North American Integration and the Exaggeration of Canadian Export, Canadian-American Public Policy, No. 63: University of Maine, July 2005
- Money for Nothing: The Vicq Committee’s Corporate Tax Cuts, Canadian Centre for Policy Alternatives Note, December 2005
- Entries in The Encyclopedia of Saskatchewan and Saskatchewan Politicians: Lives Past and Present Canadian Plains Research Center, 2005 and 2004
- Saskatchewan at a Crossroads: Fiscal Policy and Social Democratic Politics, Canadian Centre for Policy Alternatives Paper, April 2004
- Using the Legacy of World War I to Evaluate Canadian Military Leadership in World War I, Journal of Military and Strategic Studies Vol. 7, No. 1, Fall 2004
- German Submarine Blockade, Overseas Imports, and British Military Production in World War II, Journal of Military and Strategic Studies, Vol. 6, No. 1, Spring 2003
- Saskatchewan’s Oil and Gas Royalties: A Critical Appraisal, Saskatchewan Institute of Public Policy Paper, December 2002

## Récompenses
(décembre 2017).
Si vous disposez d'ouvrages ou d'articles de référence ou si vous connaissez des sites web de qualité traitant du thème abordé ici, merci de compléter l'article en donnant les références utiles à sa vérifiabilité et en les liant à la section « Notes et références ».
- Outstanding Young Alumni Award, University of Regina, 2006.
- The Institute of Public Administration of Canada’s 2005 National Capital Region Student Essay Prize.
- Progressive Economics Forum Essay Award, Undergraduate Level, 2002, Graduate Level, 2005.
- Donald Gow Founder’s Medal for the highest academic standing in the MPA program (at Queen's University), 2005.
- Jack Boan Medal for being the top Economics major in his graduating class, April 2002.
- National University Debate Championships: Third in Public Speaking, March 2002.
- McGoun Cup Western Canadian Debate Championship: First Place Team, February 2002; Second Place Team, February 2001; Top Novice Team, February 2000.